# Nettrice Gaskins

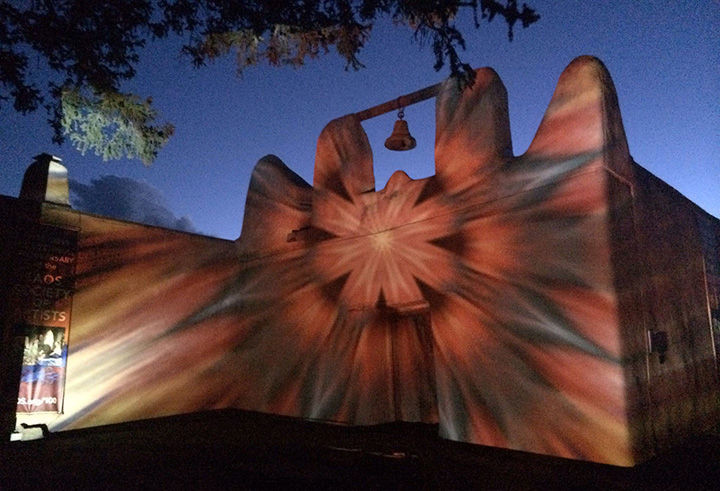
En el festival de artes al aire libre PASEO en Taos, NM.

Nettrice R. Gaskins (Baltimore, 1970) es una artista digital, académica, crítica cultural afroestadounidense y defensora de áreas STEAM. En su trabajo explora la «creatividad tecnovernácula» y el afrofuturismo.

## Educación
Gaskins nació en Baltimore. En DuPont Manual High School, Gaskins pintó un mural de funciones parabólicas en su clase de matemáticas y creó arte por computadora que ilustra la conexión de los aretes de aldabas contemporáneos con los accesorios tradicionales de Ghana. Ha estado comprometida desde muy temprana edad con la intersección entre arte y ciencia. Ese trabajo facilitó su ingreso al Instituto Pratt en Brooklyn, donde obtuvo su BFA en 1992.
En 1994 recibió su MFA en Arte y Tecnología de la Escuela del Instituto de Arte de Chicago. Después de trabajar durante algunos años en K-12 y educación postsecundaria, medios de comunicación y la tecnología de la comunidad, Gaskins se doctoró en medios digitales en Georgia Tech en 2014. Su trabajo de tesis comenzó haciendo conexiones entre el grafiti y las matemáticas.
En 2014 se convirtió en directora del laboratorio STEAM en Boston Art Academy, que atiende al cuarenta por ciento de estudiantes de secundaria negros y al cuarenta por ciento de latinos. En 2018, Gaskins fue gerente de programas en la Fab Foundation, una organización sin fines de lucro con sede en Boston. En 2019, fue artista en residencia en MathTalk PBC y parte del programa de residencia del Centro de tecnología de Autodesk en nombre de MathTalk.

## Carrera profesional

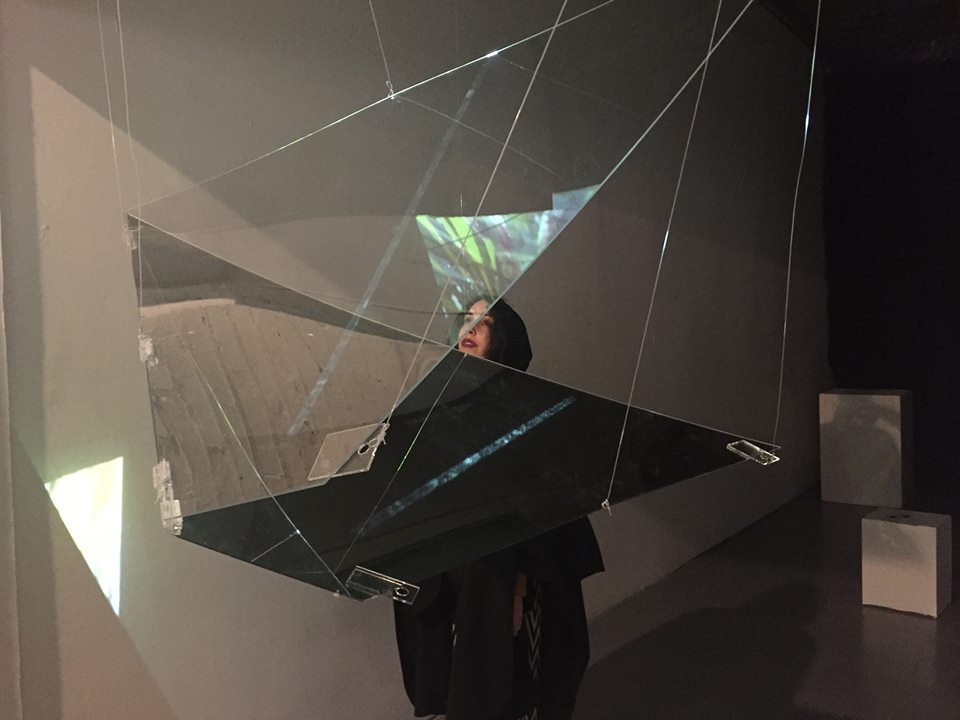
A la vista en "Siempre hemos vivido en el futuro" en Flux Factory.

Gaskins investiga los seres humanos vs. naturaleza, el sonido vs. imágenes. Trabaja para que las personas de color puedan verse a sí mismas en los campos de la informática y la tecnología digital. Es conocida por su trabajo en favor de agregar arte a la educación tradicional de ciencia, tecnología, ingeniería y matemáticas y considera que esto abrirá más oportunidades para los estudiantes de color. Gaskins considera que las áreas  STEM siempre han existido dentro de grupos que tradicionalmente no son parte del discurso principal, y a través de las artes (como el hip-hop, el cine, la danza, el teatro, los videojuegos y las artes visuales) la gente puede darse cuenta de que estos grupos siempre han sido parte de la conversación. Se inspira en el "espíritu emprendedor", como ella lo llama, como una forma de progresar, visible en pioneros tan ingeniosos como Fred Eversley, John Coltrane, Sun Ra, George Clinton y Grandmaster Flash, que adaptaron el cross-fader que se usa actualmente a partir de electrónica recuperada.
Su trabajo crea espacios que responden a la cultura, dentro de una cultura, convirtiéndose así en un catalizador para el cambio dentro de las comunidades, en lugar de estar bajo el control de otros.

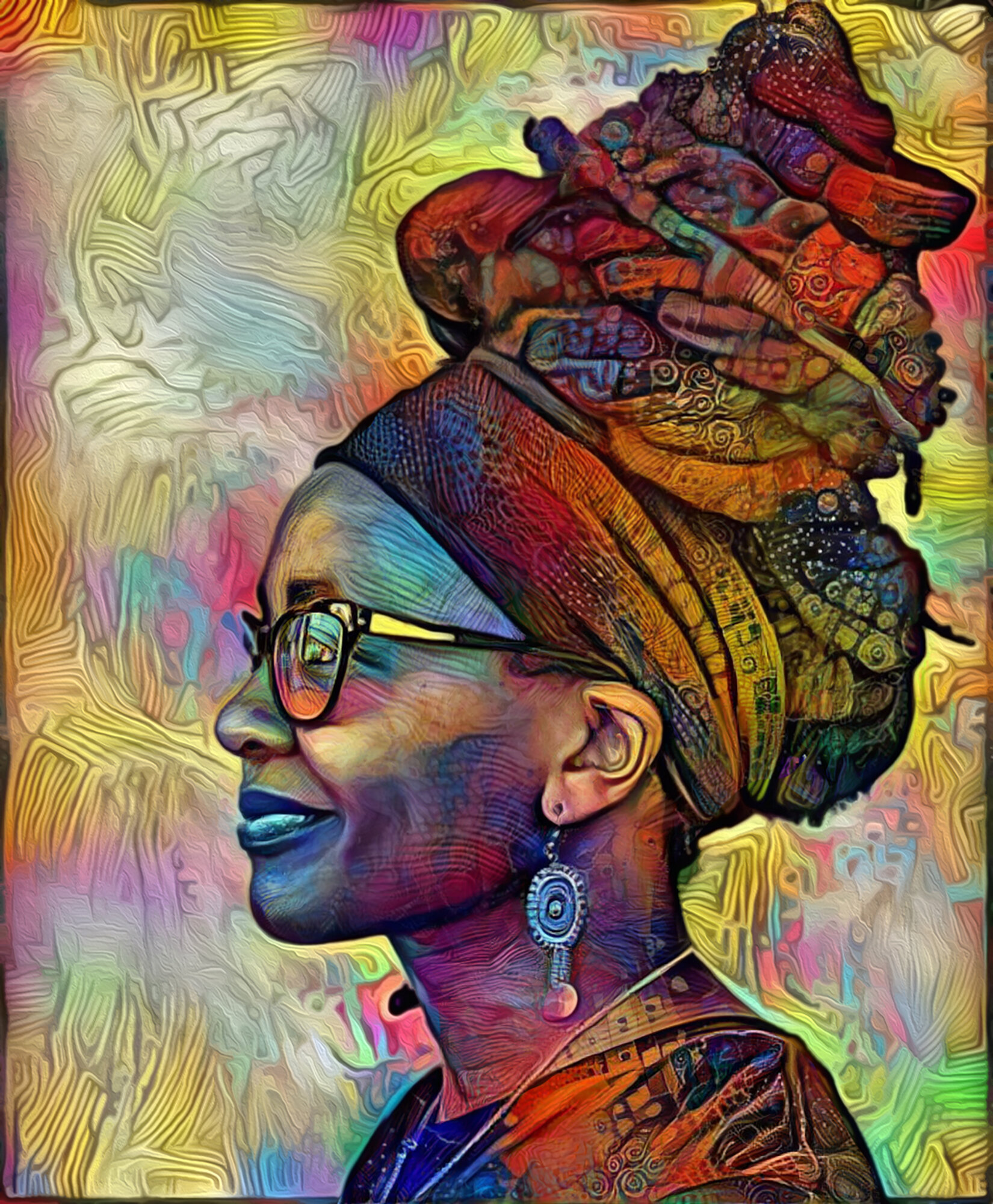
La artista creó esta imagen con "Gatys neural image style transfer", parte de "machine learning"

La colaboración artística de la Dra. Gaskins con la inteligencia artificial comenzó cuando enseñaba Deep Dream  a estudiantes de informática de secundaria
La instalación digital de Gaskins, AR Virtual Sounding Space, que utiliza computación física y mapeo de proyección, fue la característica de 2015 de Paseo Pop Up, un festival producido por Paseo Projects en Taos, Nuevo México. Fue una proyección digital en la Capilla Luna en el Sitio Histórico Couse-Sharp. La pieza inmersiva se inspiró en cosmogramas, mapas del espacio y el tiempo basados en la cultura, como la rueda de la medicina. El público entonces podía afectar la pieza a través de guantes que controlan el sonido y el color de la proyección. Como parte de este compromiso, fue una de las pocas artistas que participaron en Electrofunk Mixtape: A Virtual Sounding Space, un taller con estudiantes locales. Participó en  Electrofunk Mixtape: Illuminus Edition con Hank Shocklee en Boston, como parte del festival al aire libre Illuminus.
En 2019, Gaskins formó parte de una exposición colectiva de Leoni Art Project en Génova, Italia Su retrato algorítmico, generado por una 'red neuronal' de Wangari Muta Maathai apareció en Horticultural Heroes, una exhibición en Tower Hill Botanic Garden en Boylston
En 2018, Gaskins estuvo en la exposición grupal Probability & Uncertainty en la Galería Mandeville de Union College en Schenectady, NY. «Afrofuturismo ampliado en tres dimensiones» incluyó una conferencia y un taller de creación. En la muestra, Gaskins fue una de las seis mujeres artistas que trabajaron con temas científicos. También se presentó en la Asociación Nacional de Educación Artística en Seattle, en Barcelona como parte de STEAMConf 2018 y en Madrid como parte del Día Internacional de las Niñas en las TIC.
En 2017, Gaskins estuvo en la exposición colectiva, Siempre hemos vivido en el futuro en Flux Factory en Long Island City, Nueva York. Esta muestra fue mencionada en Art in America, específicamente cómo su trabajo «presenta oportunidades para despertar la trascendencia».
En 2014, Gaskins habló en simposio “Afrofuturismo en la teología negra: raza, género, sexualidad y el estado de la religión negra en la metrópolis negra” con George Clinton en la Universidad de Vanderbilt. Participó también en un simposio, en la Northwestern University, llamado “¿Por qué Comix? Dibujando el mundo que te gustaría ver", con una presentación sobre la representación en cómics y en el panel Simposio de Arquitectura Estética. La estética del activismo: afro-futurismo, xenofeminismo y objetos desobedientes, en la Universidad Yale en 2016.
Gaskins también es conocida por su crítica cultural, incluido el unpacking del video Formation, de Beyonce que aborda la intersección de los asesinatos policiales contemporáneos de niños negros y la historia del espíritu vudú tradicional, Ghede Nibo .

## Publicaciones
- Gaskins, Nettrice. Techno-Innovación y Creatividad vernáculas. Cambridge, MA: El MIT Prensa (agosto de 2021).
- Gaskins, Nettrice. "Cosmogramic Diseño: Un Modelo Cultural de la Respuesta Estética." En Estéticas Equals Política: Discursos Nuevos a través de Arte, Arquitectura, y Filosofía. Cambridge, MA: El MIT Prensa, 2019.
- Gaskins, Nettrice. "Techno-Innovación y Creatividad vernáculas a través de la Diáspora africana y Sur Global." En Cautivar Tecnología: Carrera, Carceral Technoscience, y Liberatory Imaginación en Vida Diaria. Durham, NC: Duque Prensa Universitaria, 2019.
- Gaskins, Nettrice. "Mama Wata Remixed: El Mermaid en Contemporáneo africano-Cultura americana." En Scaled para Éxito: La Internacionalización del Mermaid. Del este Barnet, Reino Unido: John Libbey Editorial, 2018.
- Gaskins, Nettrice. "Por qué Pantera Negra  Shuri Es Tan Importante A Young Fabricante y Chicas Negros Cultura" SyFy Alambró. (21 Feb 2018).[21]
- Gaskins, Nettrice. "Mar profundo Dwellers: Drexciya y el Tercer Espacio Sónico." Shima: La Revista Internacional de Búsqueda a Culturas de Isla 10, núm. 2 (2016). doi:10.21463/shima.10.2.08.
- Gaskins, Nettrice. "Cómo el arte y El Baile están Haciendo la informática Culturalmente Pertinente" EdSurge. (26 Jul 2016).[22]
- Gaskins, Nettrice. "El VAPOR de Marcas de Pantera Negro de la maravilla Pertinente a Juventud Representada Debajo; Plus, VR  Siglo-Raíces Viejas"  EdSurge. (5 Jul 2016).[23]
- Gaskins, Nettrice. "Afrofuturism en Web 3.0: Cartografía Vernácula y Espacio Aumentado." En Afrofuturism 2.0: El Aumento de Astroblackness. Lanham, MA: Lexington Libros, 2016.
- Gaskins, Nettrice. "El africano Cosmogram Matriz en Cultura y Arte Contemporáneos." Teología negra 14, núm. 1 (2016): 28-42. doi:10.1080/14769948.2015.1131502.
- Gaskins, Nettrice. "Recreando Niobe: La Construcción y Re-Construcción de Feminidad Negra a través de Juegos y la Psicología Social del Avatar." En Textos Futuros: Rendimiento Subversivo y Cuerpos Feministas. Anderson, SC: Parlor Prensa, 2016.
- Gaskins, Nettrice. "Bienvenido a Afrofuturism 3.0" Slate. (2 Dec 2015).[24]
- Gaskins, Nettrice. "Deconstructing El unisphere: cadera-hop en un globo de retroceso en un universo de expandir." En Conocerme En la Feria , 155-64. Pittsburgh, PA: ETC Prensa, 2014.
- Gaskins, Nettrice. "Adelantando RAÍZ A través de Culturalmente Situó Artes-Aprendizaje Basado." Revista de los Medios de comunicación Nuevos Caucus 9, núm. 1 (Primavera 2013).
- Gaskins, Nettrice. "Metafísica urbana: Creando Capas de Juego arriba del Mundo." UCLA  Revista de Cine y Estudios de Medios de comunicación (Invierno 2012).